# Riksförbundet Attention
Riksförbundet Attention är en rikstäckande ideell intresseorganisation för personer med  neuropsykiatriska funktionsnedsättningar (NPF), såsom ADHD, autismspektrumtillstånd, språkstörning och Tourettes syndrom. Attentions målgrupper är personer med egen NPF-diagnos, deras anhöriga samt yrkesverksamma som möter personer med NPF i sitt arbete. Förbundet är medlem i Funktionsrätt Sverige.
Förbundet hade år 2023 cirka 20 000 medlemmar (varav cirka 14 000 "huvudmedlemmar"), fördelat på 52 aktiva lokala föreningar runt om i landet.

## Historia
Attention grundades år 1999. Sedan 2001 ger organisationen ut Tidskriften Attention.

## Kontroverser

### Finansiering och samarbete med läkemedelsföretag
Attention har i början mottagit finansiering av flera stora läkemedelsföretag, exempelvis Pfizer och Bristol-Myers Squibb Company. 2003 fick förbundet 400 000 kronor från bland andra läkemedelsföretagen Eli Lilly och Janssen Pharmaceutica. 2004 tog förbundet emot 500 000 kronor. Efter att de ekonomiska bidragen uppmärksammats i massmedia ändrade Attention dock sina riktlinjer. Förbundet uppger på sin webbplats att man sedan 2004 inte tagit emot några bidrag av läkemedelsföretag.